# Иттлинген
Иттлинген (нем. Ittlingen) — община в Германии, в земле Баден-Вюртемберг. 
Подчиняется административному округу Штутгарт. Входит в состав района Хайльбронн.  Население составляет 2414 человек (на 31 декабря 2010 года). Занимает площадь 14,11 км².

## Фотографии

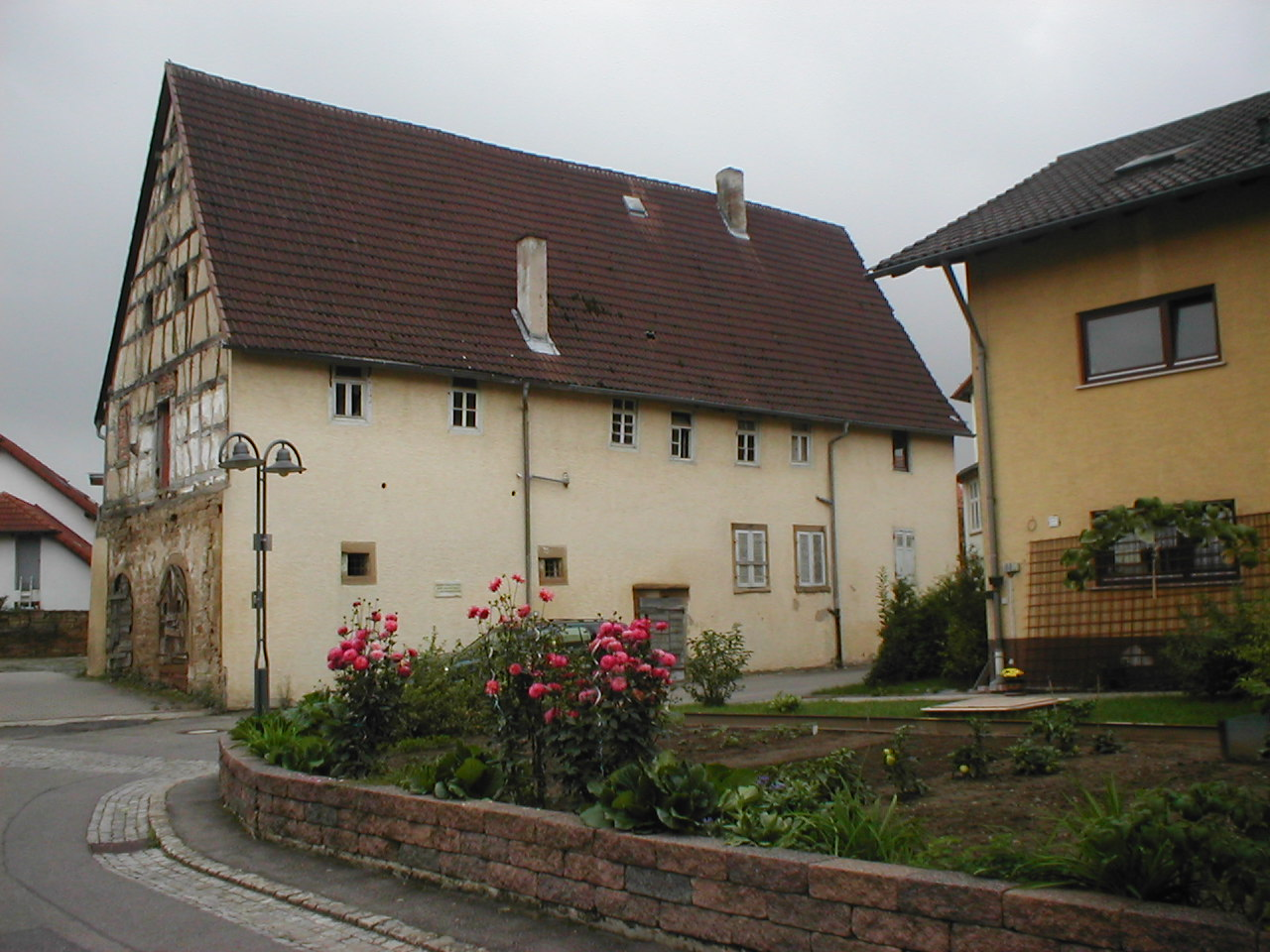
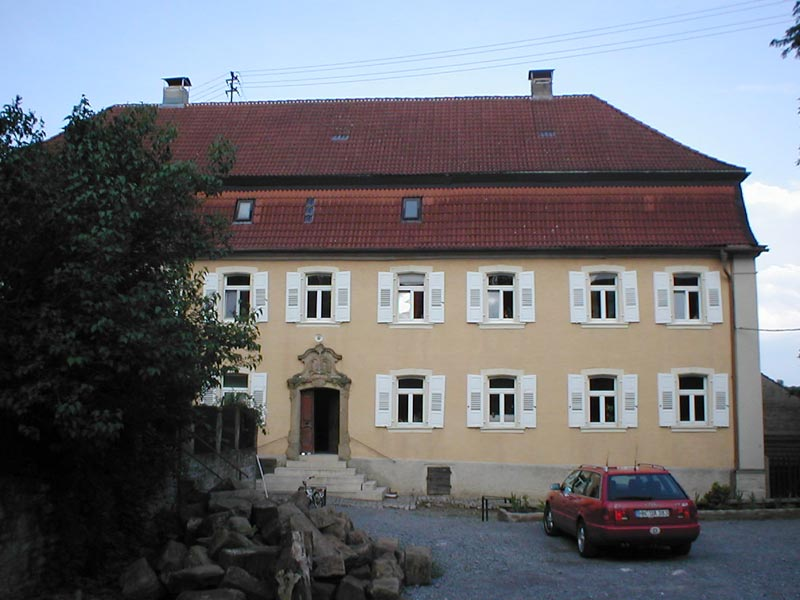
Замок
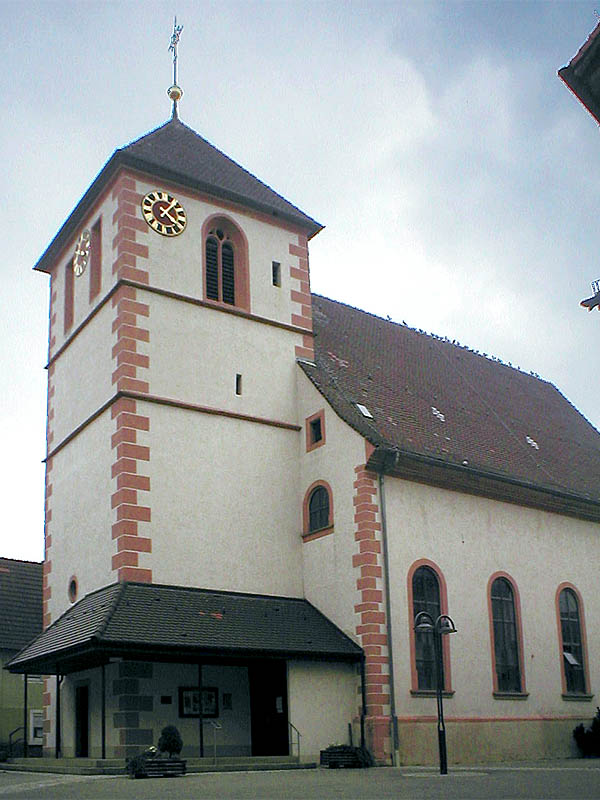
Церковь
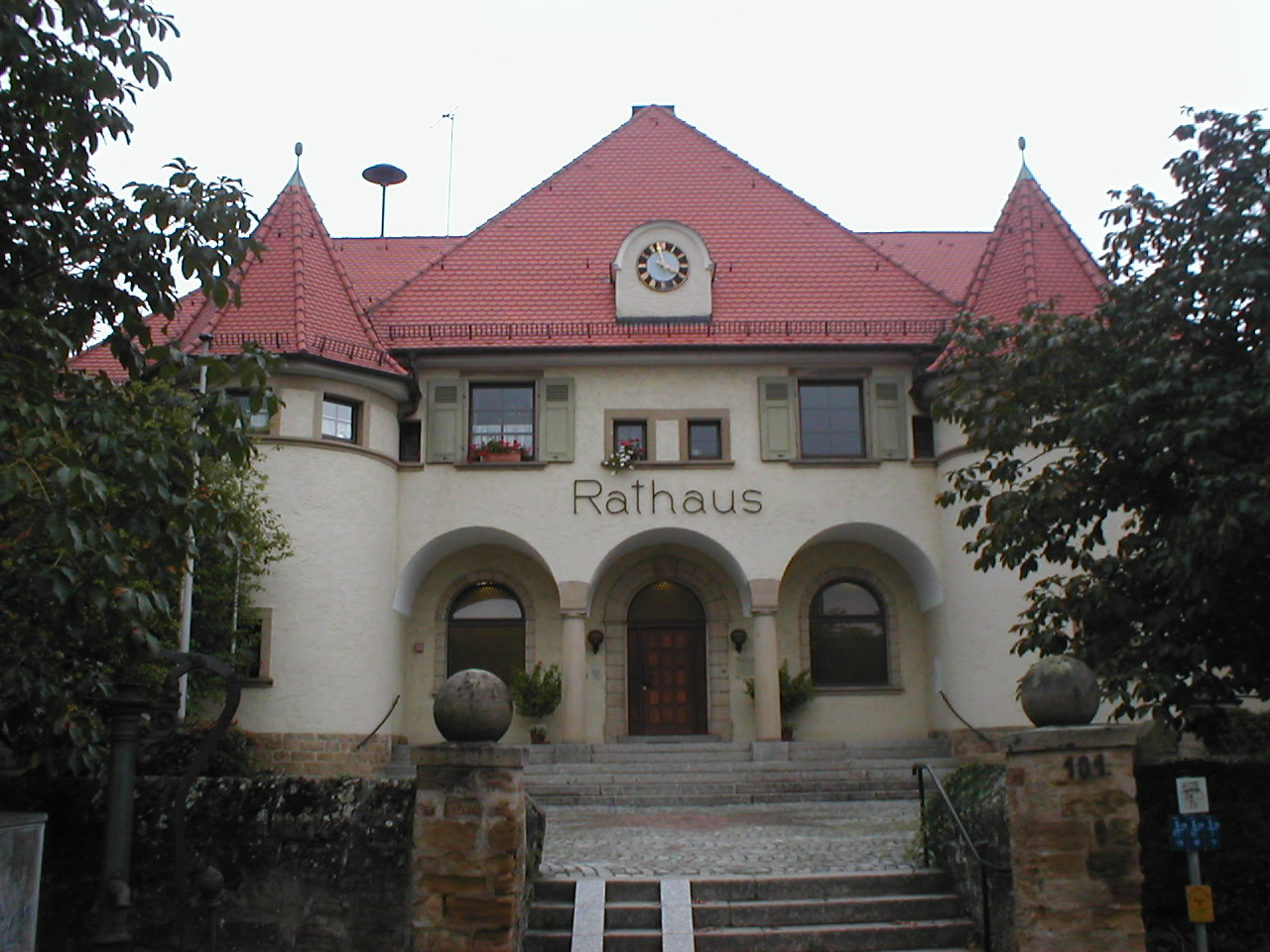
Ратуша
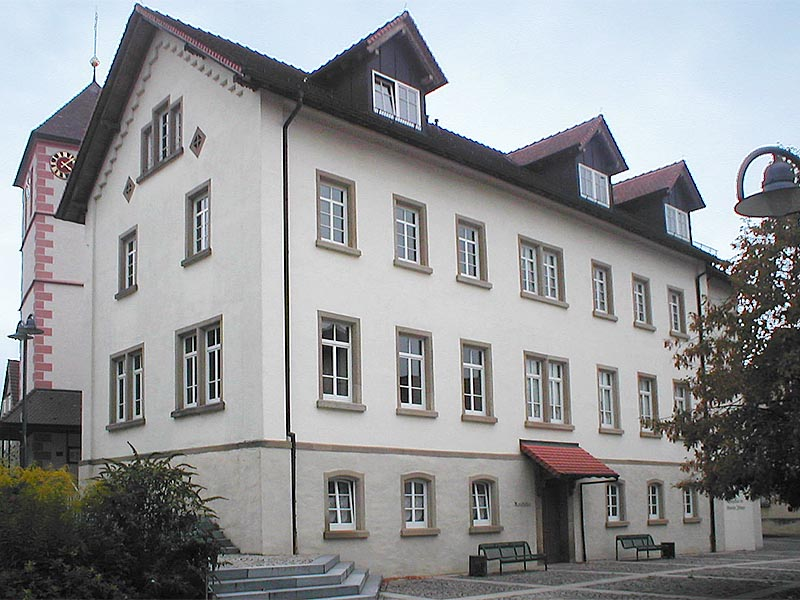
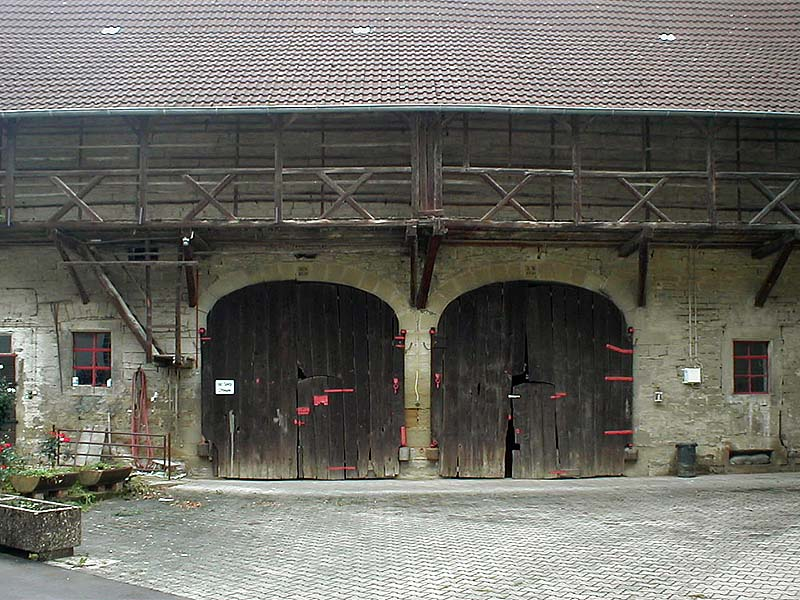
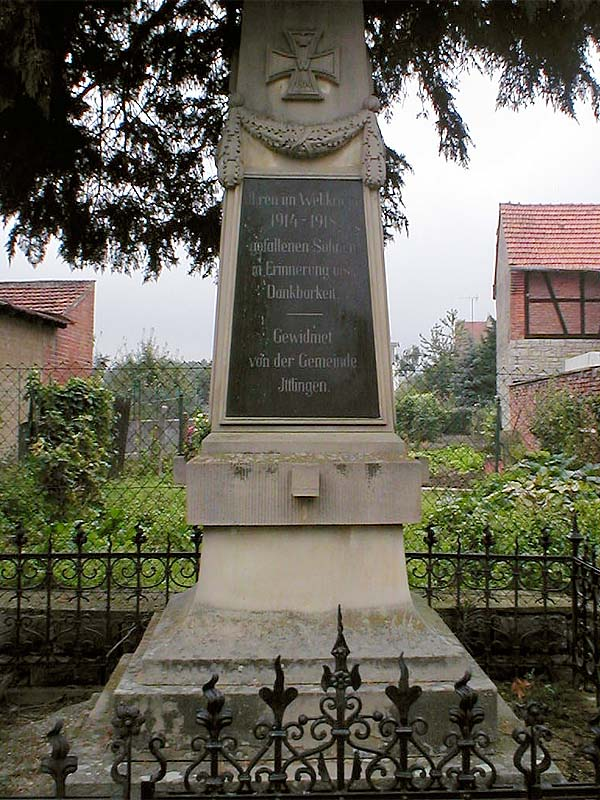